# کژوا گورا (استان اوپوله)
کژوا گورا (به لهستانی: Krzywa Góra) یک منطقهٔ مسکونی در لهستان است که در گمینا پوکوی واقع شده‌است.